# Hymenomima frankia
Hymenomima frankia är en fjärilsart som beskrevs av William Schaus 1897. Hymenomima frankia ingår i släktet Hymenomima och familjen mätare. Inga underarter finns listade i Catalogue of Life.